# HC Schiedam
HC Schiedam is een Nederlandse hockeyclub uit Schiedam.
De club werd opgericht in 2016 als fusie van SH Spirit en Asvion en speelt op het Sportpark Harga, dat in 2016 is aangelegd voor de nieuwe club. In het eerste seizoen 2016/17 speelde het eerste herenteam Tweede klasse en het eerste damesteam kwam uit in de Eerste klasse van de KNHB.